# Gegants de Montbau
Els Gegants de Montbau són dos gegants, el Cebrià i la Justina, de la colla gegantera de Montbau de Barcelona. Construïts a proposta de l'Associació Excursionista d'Etnografia i Folklore de Montbau (AEEF), representen els primers habitants d'aquella zona de la serra de Collserola. Ramon Aumedes, del Taller Sarandaca, va crear el Cebrià l'any 2010, i l'any següent la Justina.
Van rebre el nom de Cebrià i Justina en referència a l'ermita de Sant Cebrià i Santa Justina, ubicada al barri, on al segle XII es va establir el primer nucli de veïns. Per aquest motiu duen vestits de l'edat mitjana i llueixen símbols al·legòrics de Montbau i de Collserola. En Cebrià porta capa, espasa i escut de cavaller en el qual es pot distingir l'escultura Ritme i Projecció, element representatiu de Montbau. I la Justina, amb corona de flors boscanes, duu un petit garrí de porc senglar a la mà dreta.
El Cebrià i la Justina són els amfitrions de la Trobada Gegantera de Montbau, que es celebra cada any per la Festa Major de Montbau, al voltant del 30 de setembre, sant Jeroni, patró de l'església de Montbau. Hi participen colles vingudes de tota la ciutat i de la resta del país.